# Kinsei Vallis
La Kinsei Vallis è una struttura geologica della superficie di Venere.